# Бедечка (парк)
Бедечка е парк в Стара Загора с площ 1060 декара. Създаден е през 1958 г.
През парка протича река Бедечка, ляв приток на река Сазлийка. В парка се намират "Старият чинар" над 680-годишен (Platanus orientalis) с диаметър 3,5 m и височина 17 m. и изкуственото езеро „Загорка“, което е в непосредствена близост до пивоварна „Загорка“. В парка са паспортизирани над 2700 дървета.